# Die Tabubrecherin
Die Tabubrecherin ist ein Film aus dem Jahr 2024, bei dem Silvia Haselbeck und Erich Langjahr gemeinsam Regie führten. Der Film begleitet die Gesundheitspsychologin Michèle Bowley während ihrer letzten Lebensmonate. Nachdem sie die Diagnose Krebs mit Gehirnmetastasen erhalten hat, weiss Michèle Bowley um ihr Ende. Sie stellt sich ihrer Krankheit, dem Unabänderlichen, dem Sterben. Der Film kam im Oktober 2024 in die Schweizer Kinos.

## Entstehung
Zur Vorgeschichte gehört der durch die Filmemacher Silvia Haselbeck und Erich Langjahr im Jahr 2009 realisierte Film «Geburt». Damals hatten sie die Idee, jemanden beim Sterben genauso zu begleiten wie die gebärenden Frauen und die Hebammen, falls sie eine Person, die dazu bereit wäre, finden würden. Mit Michèle Bowley fanden sie 15 Jahre später diese Person.
Wie man im Film erfährt, hätte Michèle Bowley, wenn sie nicht krank geworden wäre, das Seelsorgecafé «d’Bauhütte» in der Stadt Zug eröffnet und geführt, ein gemeinsames Projekt der katholischen Kirche der Stadt Zug, der reformierten Kirche des Kantons Zug und der CityKircheZug. Die Steuergruppe der CityKircheZug wusste, dass Silvia Haselbeck und Erich Langjahr eine Person suchten, die sich in ihrer letzten Lebensphase befindet und sich dem Sterbeprozess aktiv stellen will, unter anderem indem sie sich dabei filmisch begleiten lässt. Sie vermittelte den Kontakt zwischen Michèle Bowley und den Filmemachern.
Die Dreharbeiten zum Film begannen im Oktober 2021 und endeten Anfang Dezember 2023.

## Inhalt
Der Film Die Tabubrecherin zeigt, wie Michèle Bowley ihre beiden letzten Lebensjahre gestaltet, im vollen Bewusstsein darüber, dass sie bald sterben wird. «Ich sammle Leben, nicht Jahre», sagt Michèle Bowley im Film. Diesem Leitmotiv bleibt sie bis an ihr Lebensende treu.
Der Film zeigt, wie Michèle Bowley sich den medizinischen Behandlungen stellt, aber auch wie sie Hilfe in der Natur und im spirituellen Bereich sucht. Für sie ist das Sterben ein Abenteuer, auf das sie sich einlässt und das sie bis zum letzten Moment auskosten will.
Michèle Bowley war es wichtig, andere Krebsbetroffene für ein erfülltes Leben zu inspirieren. Darum wurde sie in ihrer letzten Lebensphase Bloggerin, Buchautorin und schliesslich Hauptdarstellerin in einem Film.

## Rezeption
Die Filmwissenschaftlerin Jacqueline Maurer schrieb in der Basler Programmzeitung unter dem Titel Ich sammle Leben, nicht Jahre unter anderem: «Dieser Tabubruch, mit grosser Offenheit den unvorhersehbaren Sterbeweg zu zeigen, das eigene Befinden und auch die ganz (un)praktischen Alltagsfragen zu thematisieren, ziehen Michèle und der Film konsequent durch. […] ‹Die Tabubrecherin› ist kein per se trauriger Film, sondern vielmehr im mehrfachen Sinne lehrreich und tatsächlich ermutigend. So wie es Bowley beabsichtigt hatte.»
Im Newsletter der CityKirche Zug wurde auf die Filmpremiere hingewiesen: «Der Film ‹Die Tabubrecherin› (...) gewährt einen einfühlsamen Blick in den Prozess des Sterbens von Michèle Bowley. Die Protagonistin will leben – bis zum Schluss, aber sie verdrängt das Sterben nicht. Wer sich mit Tod und Sterben auseinandersetzt, verändert das eigene Leben. Der Film ist berührend, aber nicht traurig, er ist intim, aber nicht voyeuristisch, er ist informativ und absolut sehenswert.»
Der Theologe und Filmjournalist Charles Martig veröffentlichte im Berner Pfarrblatt eine ausführliche Rezension zum Film und schliesst wie folgt: «‹Die Tabubrecherin› reiht sich nahtlos in Langjahrs beeindruckendes Gesamtwerk ein und unterstreicht seine Position als einer der bedeutendsten Dokumentarfilmer der Schweiz. Der Film ist nicht nur ein wichtiger Beitrag zur Diskussion über den Tod, sondern auch eine Feier des Lebens und der menschlichen Würde.»